# Thần tượng Nhật Bản

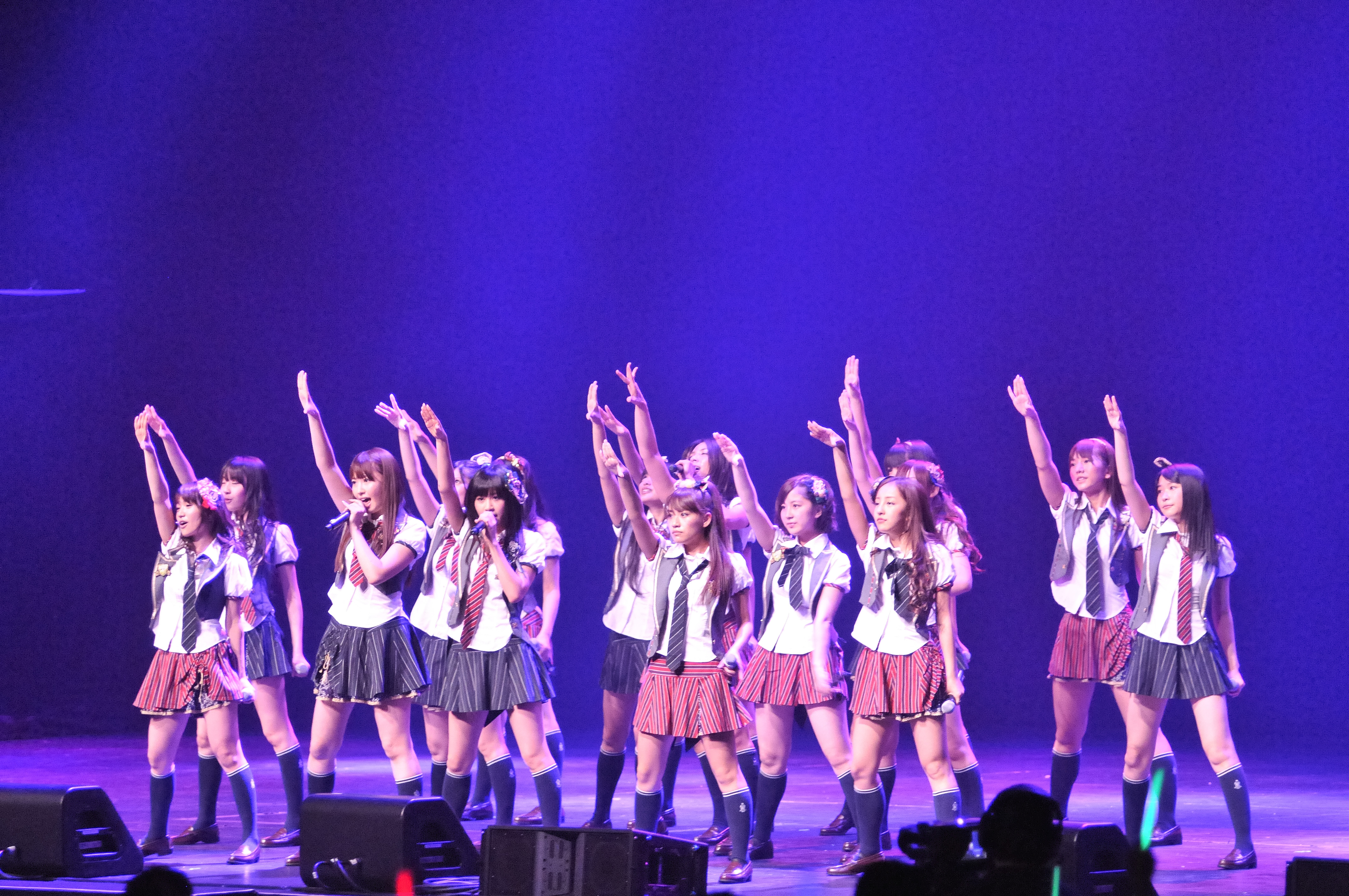
AKB48, nghệ sĩ nắm giữ Kỷ lục Guinness Thế giới "Nhóm nhạc pop có số lượng thành viên lớn nhất" và là nhóm nhạc thần tượng bán đĩa chạy nhất.

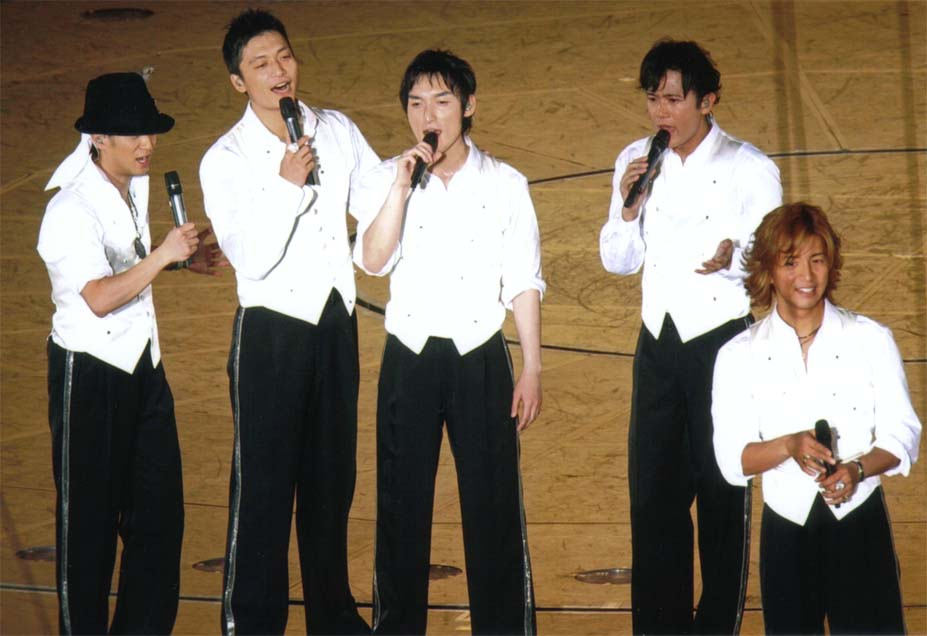
SMAP - một nhóm nhạc thần tượng bán đĩa chạy nhất - đang xuất hiện trong tour lưu diễn Super Modern Artistic Performance năm 2008 của mình.

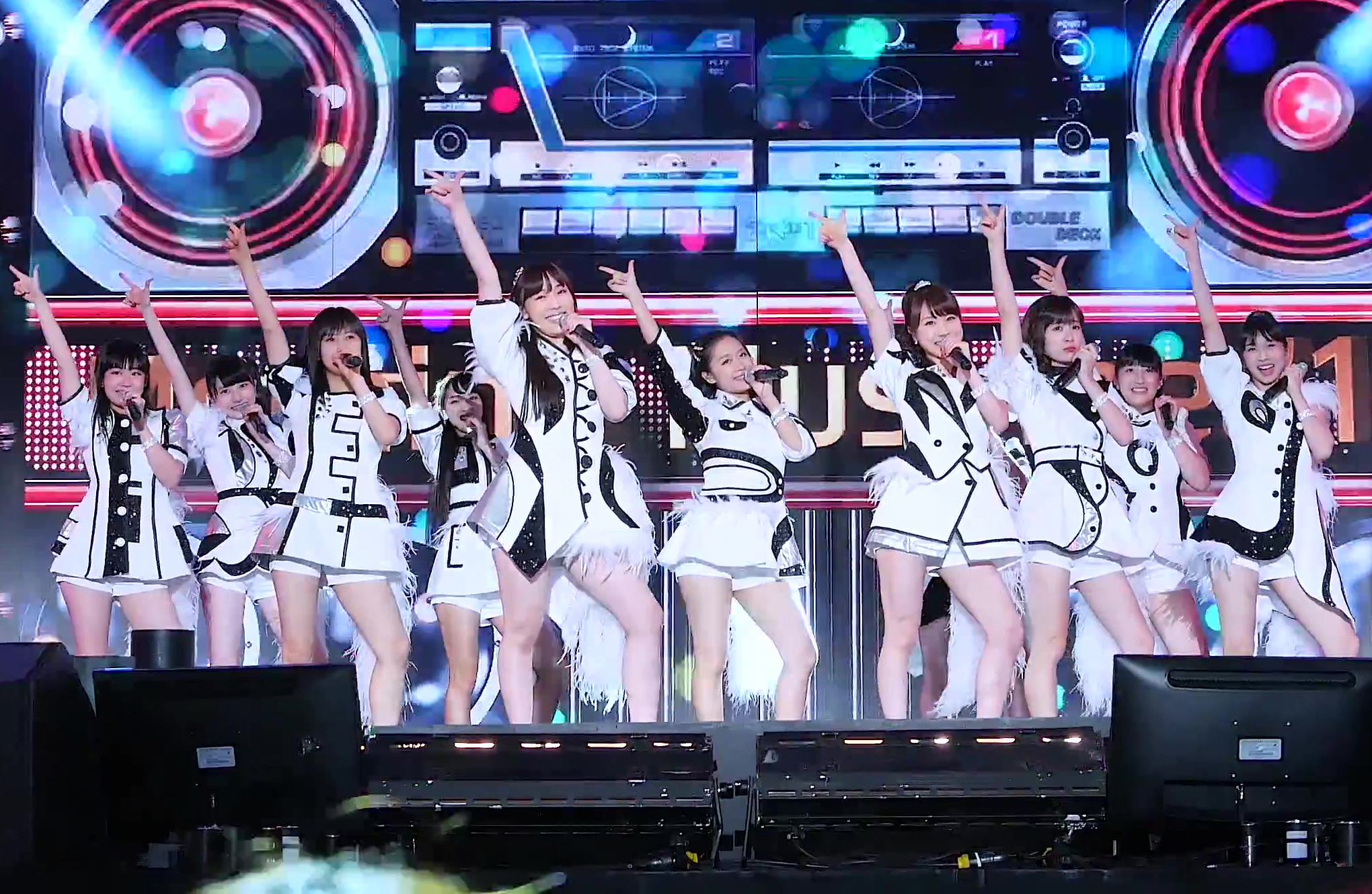
Morning Musume - nhóm nhạc thần tượng nữ có tuổi thọ lâu đời nhất - cũng đang nắm giữ kỷ lục cho top 10 đĩa đơn liên tục nhất so với bất kỳ nghệ sĩ Nhật Bản nào.

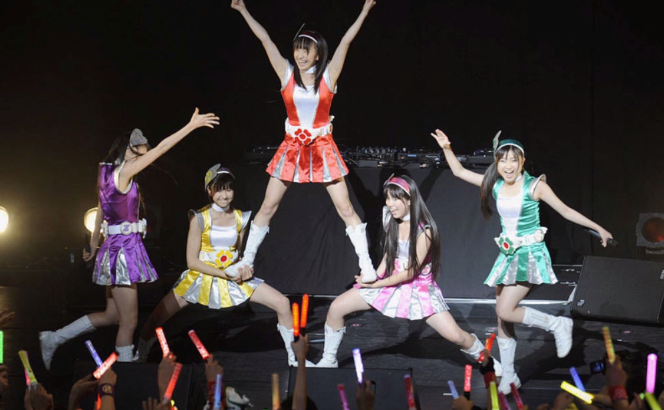
Momoiro Clover Z, được xếp hạng số 1 trong số các nhóm nhạc thần tượng nữ, theo các cuộc khảo sát của tập đoàn Nikkei giai đoạn 2013–2018.

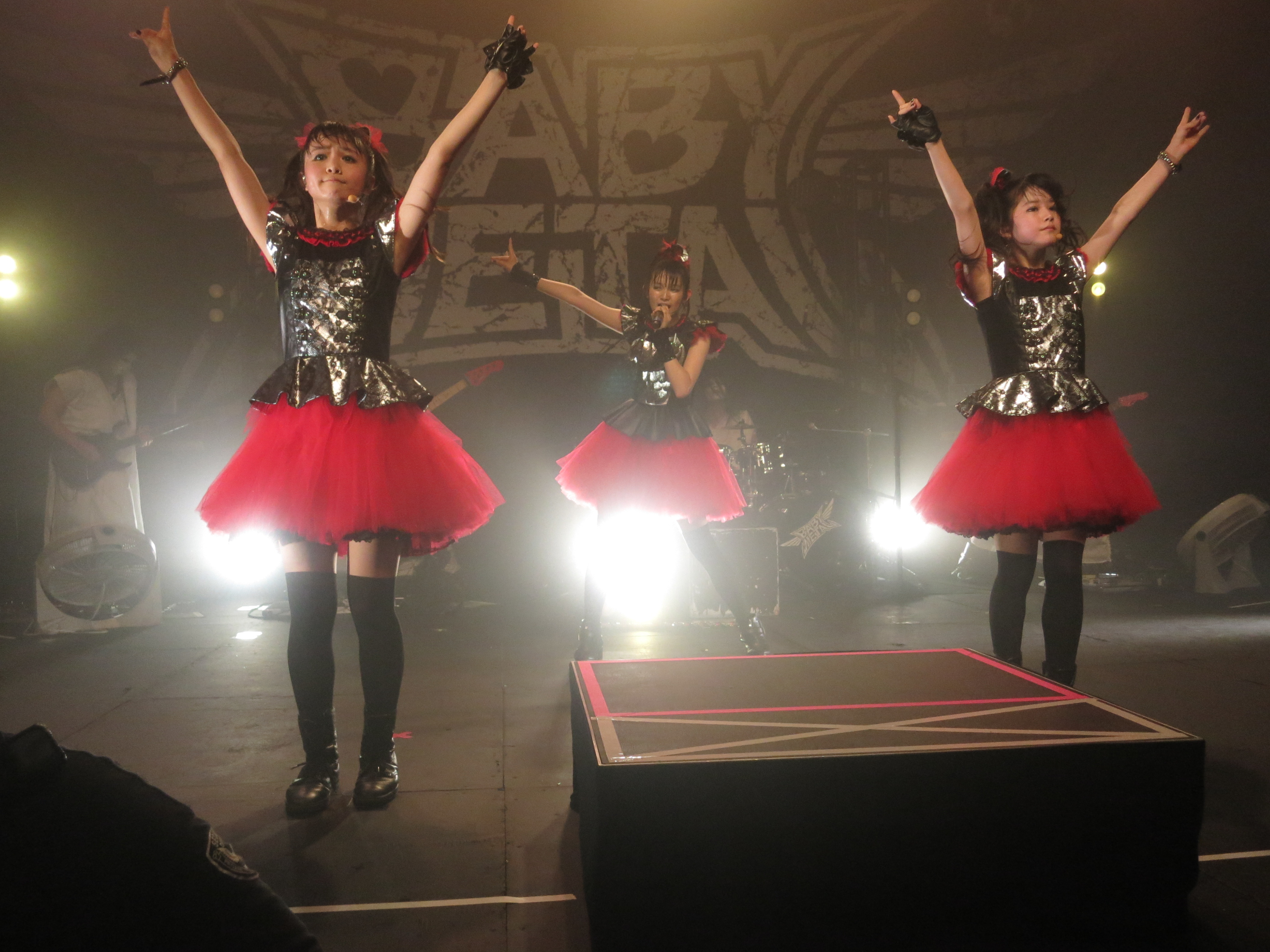
Ban nhạc Babymetal đang biểu diễn tại lễ hội âm nhạc FortaRock năm 2016

Trong văn hóa đại chúng Nhật Bản, cụm từ "thần tượng" (アイドル aidoru, vốn là phiên âm từ "idol" trong tiếng Anh sang tiếng Nhật) là một thuật ngữ đặc trưng dùng để chỉ những ngôi sao trẻ/ngôi sao đang lên được sản xuất ra nhằm hướng tới việc công chúng say mê sự dễ thương của họ. Thần tượng dành để nói đến những hình mẫu lý tưởng. Họ cần duy trì hình ảnh tốt trước công chúng và là tấm gương cho giới trẻ noi theo. Thần tượng nhắm đến việc tham gia hàng loạt các vai trò như các nhân vật truyền thông nổi tiếng (tarento), ví dụ: ca sĩ nhạc pop, người trong nhóm tham gia các chương trình tạp kỹ, diễn viên đóng vai phụ, người mẫu cho các tạp chí và quảng cáo.
Thuật ngữ này được thương mại hóa bởi các công ty giải trí Nhật Bản, họ tổ chức các buổi thử giọng cho các nam nữ thanh niên vốn có rất ít hoặc không có kinh nghiệm trong ngành công nghiệp giải trí, thường là những ngôi sao/ngôi sao đang lên khao khát được yêu mến bởi sự ngọt ngào, đáng yêu và trong trắng của mình với mục đích tạo nên sự ủng hộ nồng nhiệt. Hầu hết các ca sĩ thần tượng đều thử sức ở nhiều thể loại của dòng nhạc pop Nhật Bản, thường là thể loại nhạc thông dụng và thịnh hành nhất hiện tại, nhưng vì nhiều thần tượng hát những ca khúc tình cảm dễ thương nên ta có thể nói rằng kiểu mẫu những thần tượng đó tạo nên thứ âm nhạc của riêng họ. Những bài hát của họ có đặc thù là không đòi hỏi kỹ năng ca hát thành thục; sức lôi cuốn khán giả phần lớn đến từ sự thu hút trong hình ảnh trước công chúng. Các thần tượng thường không được xem là những ca sĩ "thực lực" hay diễn viên "thực lực". Do vậy, nhiều ngôi sao trẻ bây giờ cự tuyệt cái mác thần tượng với mong muốn được nhìn nhận là nghệ sĩ chuyên nghiệp thay vì làm đối tượng của sự hâm mộ cuồng nhiệt.

## Danh sách tuyển chọn các cá nhân và nhóm nhạc thần tượng tiêu biểu
Các thần tượng có tổng doanh thu bán đĩa trên 10 triệu bản:
| Tên              | Năm hoạt động                           | Dòng nhạc                     | Album phòng thu | Doanh thu |
| ---------------- | --------------------------------------- | ----------------------------- | --------------- | --------- |
| Seiko Matsuda    | 1980–nay (45 năm)                       | Kayōkyoku / J-pop / Nhạc jazz | 51              | 29 triệu  |
| Akina Nakamori   | 1982–1989, 1990–2010, 2014–nay (32 năm) | Kayōkyoku / J-pop             | 25              | 25 triệu  |
| Momoe Yamaguchi  | 1973–1980 (8 năm)                       | Kayōkyoku                     | 22              | 16 triệu  |
| Hiromi Go        | 1972–nay (53 năm)                       | Kayōkyoku / J-pop / Nhạc R&B  | 40              | 15 triệu  |
| Kenji Sawada     | 1967–nay (58 năm)                       | J-pop / Kayōkyoku / Glam rock | 45              | 15 triệu  |
| Shizuka Kudo     | 1987–nay (37 năm)                       | Kayōkyoku / J-pop             | 17              | 14 triệu  |
| Kyōko Koizumi    | 1982–nay (43 năm)                       | Kayōkyoku / J-pop             | 26              | 14 triệu  |
| Hideki Saijo     | 1972–2009 (37 năm)                      | J-pop                         | 24              | 13 triệu  |
| Toshihiko Tahara | 1979–nay (46 năm)                       | J-pop                         | 24              | 12 triệu  |
| Masahiko Kondō   | 1980–nay (44 năm)                       | J-pop / Kayōkyoku             | 20              | 12 triệu  |
| Tomomi Kahara    | 1995–2006, 2013–nay (17 năm)            | J-pop                         | 6               | 12 triệu  |

Các nhóm nhạc thần tượng có tổng doanh thu bán đĩa trên 10 triệu bản:
| Tên            | Số thành viên | Năm hoạt động                                                   | Dòng nhạc                                    | Album phòng thu | Doanh thu         |
| -------------- | ------------- | --------------------------------------------------------------- | -------------------------------------------- | --------------- | ----------------- |
| AKB48          | Luân chuyển   | 2005–nay (19 năm)                                               | J-pop                                        | 9               | 53 triệu          |
| SMAP           | 6 → 5         | 1988–2016 (27 năm)                                              | J-pop / Nhạc R&B                             | 21              | 37 triệu          |
| Arashi         | 5             | 1999–2020 (25 năm)                                              | J-pop / Nhạc R&B / Nhạc hip hop              | 16              | 30 triệu          |
| KinKi Kids     | 2             | 1993–nay (32 năm)                                               | J-pop                                        | 15              | 26 triệu          |
| Morning Musume | Luân chuyển   | 1997–nay (27 năm)                                               | J-pop / EDM / Dance-pop                      | 15              | 22 triệu          |
| Speed          | 4             | 1996–2000, 2008–2012 (10 năm)                                   | J-pop / Nhạc dance / Nhạc R&B / Nhạc hip hop | 5               | 19 triệu          |
| Pink Lady      | 2             | 1976–1981, 1984, 1989, 1996–1997, 2003–2005, 2010–2017 (20 năm) | Kayōkyoku / Nhạc disco / J-pop               | 8               | 17 triệu 13 triệu |
| The Checkers   | 7             | 1980–1992 (12 năm)                                              | Rockabilly / Doo-wop                         | 10              | 15 triệu          |
| Nogizaka46     | Luân chuyển   | 2011–nay (13 năm)                                               | J-pop                                        | 4               | 13 triệu          |
| Hikaru Genji   | 8 → 7         | 1987–1995 (9 năm)                                               | J-pop                                        | 20              | 12 triệu          |
| V6             | 6             | 1995–nay (29 năm)                                               | J-pop                                        | 13              | 12 triệu          |

### Danh sách chọn lọc theo dự án hay công ty chủ quản
- Công ty AKS:
  - AKB48, SKE48, NMB48, HKT48, NGT48, STU48
- Tập đoàn Amuse:
  - Perfume, Sakura Gakuin, Babymetal
- Tập đoàn Avex:
  - Da-ice, Super Girls, Tōkyō Joshi Ryū, Wa–suta, Kamen Rider Girls
- Công ty Johnny & Associates:
  - Tokio, V6, KinKi Kids, Arashi, NEWS, Kanjani Eight, KAT-TUN, Hey! Say! JUMP, Kis-My-Ft2, Sexy Zone, A.B.C-Z, Johnny's West, King & Prince
- Công ty Sony Music Japan (N46div):
  - Nogizaka46, Keyakizaka46
- Công ty Rising Production:
  - Da Pump, W-inds, Lead, Fairies
- Tập đoàn Stardust Promotion:
  - Momoiro Clover Z,  Chōtokkyū, Shiritsu Ebisu Chugaku, Team Shachi, Tacoyaki Rainbow, Batten Showjo Tai, Rock A Japonica, v.v...
- Công ty Up-Front Promotion (Hello! Project):
  - Morning Musume, Angerme, Juice=Juice, Kobushi Factory, Tsubaki Factory, Country Musume
- Khác:
  - Kyary Pamyu Pamyu, Negicco, Dorothy Little Happy, BiSH, Ladybaby, Dempagumi.inc, MeseMoa.[23]

Một số nhóm nhạc thần tượng (ví dụ như Morning Musume, AKB48 và các nhóm nhạc chị em, Sakura Gakuin và Super Girls) có một hệ thống thành viên xoay vòng, có các thành viên rời nhóm khi họ lớn tuổi hơn trước (hoặc khi họ muốn bắt đầu một sự nghiệp, hoặc nhiều người trong số họ rời đi đơn giản là để tập trung vào việc học ở trường và quay trở lại cuộc sống của một thanh thiếu niên bình thường). Những nhóm nhạc và dự án thần tượng này thường được tạo ra nhờ kết quả của một buổi thử giọng và tổ chức đều đặn các buổi thử giọng mới dành cho các thành viên thế chỗ những người rời nhóm.

## Thần tượng mạng và thần tượng ảo
Một mô hình thần tượng mới được gọi là thần tượng mạng xuất hiện vào cuối thập niên 1990, chỉ hiện diện trên các trang web. Thậm chí ngày nay, các nhóm nhạc thần tượng mạng được tạo ra với hi vọng đạt được sự nổi tiếng và sự yêu mến của công chúng ở bên ngoài Nhật Bản, theo cùng một cách mà các nhóm nhạc thần tượng chuyên nghiệp làm được. Nhiều thần tượng mạng đã nhận được sự chú ý rộng khắp do sự tăng vọt mức độ nổi tiếng gần đây trong vài năm trước.
Năm 1997, nhân vật Kyoko Date xuất hiện với vai trò như "siêu thần tượng" hay "thần tượng ảo" đầu tiên. Kyoko Date có một lịch sử và thống kê sản xuất và những bài hát riêng. Kể từ năm 2007, một hình thức thần tượng mới, tức "thần tượng ảo", ngày càng nổi tiếng ở Nhật Bản. Nhờ sự ra mắt của phần mềm Vocaloid 2 và nhân vật nổi tiếng Hatsune Miku của nó, "thần tượng ảo" đang có được sự nổi tiếng rộng khắp, thu hút một lượng fan hâm mộ vững chắc. Dạng thần tượng mới này, bên cạnh phương tiện thông tin thông thường, thường được phỏng theo, phóng tác và chuyển thể trong các phương tiện truyền thông khác trải rộng từ anime, manga, tiểu thuyết cho đến trò chơi video, v.v... Những ví dụ khác của thể loại mới này là các thương hiệu đặc quyền như Love Live! và The Idolmaster.

## Cách dùng khác của từ "thần tượng"
Cụm từ "thần tượng" còn được dùng ở Nhật Bản để diễn tả "thần tượng áo tắm" (グラビアアイドル gurabia aidoru, vốn lấy từ thuật ngữ tiếng Anh "[photo]gravure", tức ảnh bản kẽm hay thuật khắc ảnh trên bản kẽm), là một thuật ngữ dành cho phụ nữ trẻ xuất hiện trong bộ dạng thiếu vải (tức là mặc bikini) trong những bức ảnh "mát mẻ" nhắm đến khán giả nam giới; và "thần tượng AV" (với AV là viết tắt của cụm từ tiếng Anh "adult video", có nghĩa là phim người lớn), vốn là thuật ngữ để chỉ những phụ nữ xuất hiện trong các bộ phim người lớn.